# 音乐感
音乐感或音乐性（英語：musicality）根据描述对象的不同有多种含义。描述人时指人对音乐的敏感性、知识或音乐天赋；而描述音乐作品或流派则指其特定品质或状态，如旋律性、和谐性。
音乐的定义难题在某种程度上影响了人们对音乐感的判断，但在口语中，“音乐”经常区别于随机性的噪音。音乐比赛的评委可能会评价表演者在演奏音乐时融入了自己的情感，让音乐“活”了起来，而不只是纯粹地将音高、节奏等乐谱标记忠实地再现。如果有两个或更多人合奏表演音乐，往往有一种“一加一大于二”的效果，演奏者所能表达的东西比各自表达部分之和还要大。一个有音乐性的人，有能力感知和再现音乐的不同方面，包括音高、节奏及和声。音乐性可粗略地分为两类的：能够感知音乐的“音乐接受能力”和除了演奏外还能创造音乐的“音乐创造力”。

## 音乐与音乐性
许多关于音乐的认知和生物学起源的研究都集中在音乐的定义问题上。鸟鸣、大翅鲸的鲸语、泰象乐团的演奏或长臂猿的鸣啸能被视为音乐吗？